# Englands B-fodboldlandshold
Englands B-fodboldlandshold er det nationale B-fodboldhold i England, og landsholdet bliver administreret af The Football Association. Holdet har spillet mod både A- og B-landshold.
| Fodbold | Spire Denne artikel om fodbold er en spire som bør udbygges. Du er velkommen til at hjælpe Wikipedia ved at udvide den. |